# Тюбяк-Чекурча
Тюбяк-Чекурча — село в Арском районе Татарстана. Входит в состав городского поселения «город Арск».

## География
Находится в северо-западной части Татарстана у восточной окраины районного центра города Арск.

## История
Основано в 1940 году объединением русского села Чекурча и татарской деревни Тюбяк. Чекурча известна была с 1646 года, в ней была церковь Преподобного Германа, Тюбяк был известен с 1664 года.

## Население
Постоянных жителей было (по обоим населенным пунктам): в 1782—379 душ мужского пола, в 1859—1561, в 1897—1787, в 1908—1991, в 1920—2055, в 1926—2911, в 1938—2205, в 1949—1415, в 1958—1442, в 1970—1033, в 1979—890, в 1989—775, 697 в 2002 году (татары 49 %, русские 50 %), 677 в 2010.